# Hollandiahütte
Die Hollandiahütte ist eine Berghütte des Schweizer Alpen-Clubs (SAC) im Kanton Wallis in der Schweiz.

## Lage
Sie liegt nordwestlich der Lötschenlücke auf 3238 m ü. M.

## Zugang
Der Zugang erfolgt aus dem Lötschental von der Fafleralp über den Langgletscher (6 Stunden) oder vom Jungfraujoch über den Konkordiaplatz (6 Stunden).

## Übergänge
- nach Osten über den Konkordiaplatz zur Konkordiahütte
- nach Osten über den Konkordiaplatz und die Grünhornlücke zur Finsteraarhornhütte
- nach Westen über den Langgletscher zur Anenhütte

## Besteigungsmöglichkeiten
- Äbeni Flue 3961 m ü. M.
- Mittaghorn 3893 m ü. M.
- Aletschhorn 4194 m ü. M.
- Sattelhorn 3744 m ü. M.
- Gletscherhorn 3982 m ü. M.
- Anuchnubel 3589 m ü. M.

## Galerie

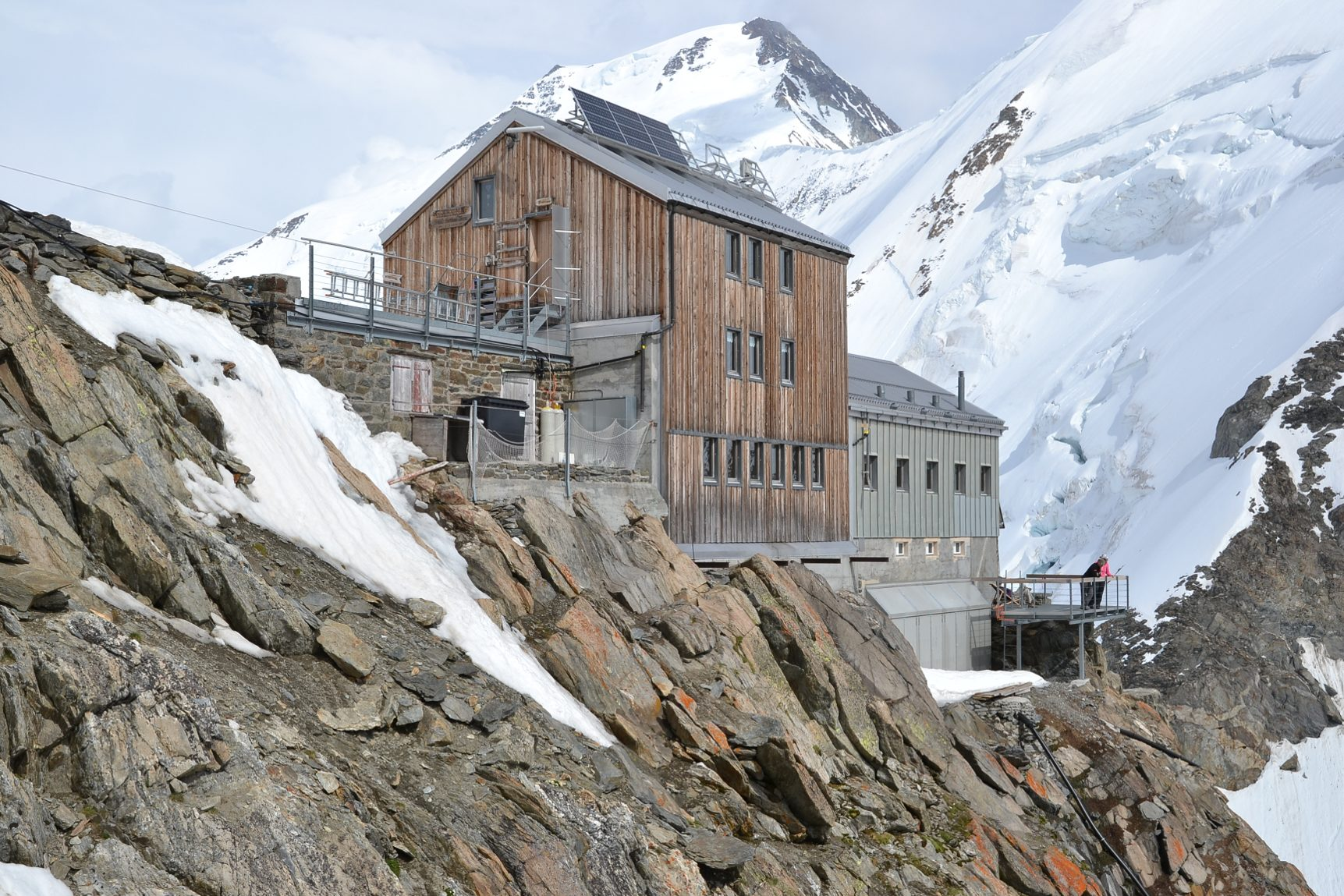
Ansicht von Westen mit dem Aletschhorn im Hintergrund
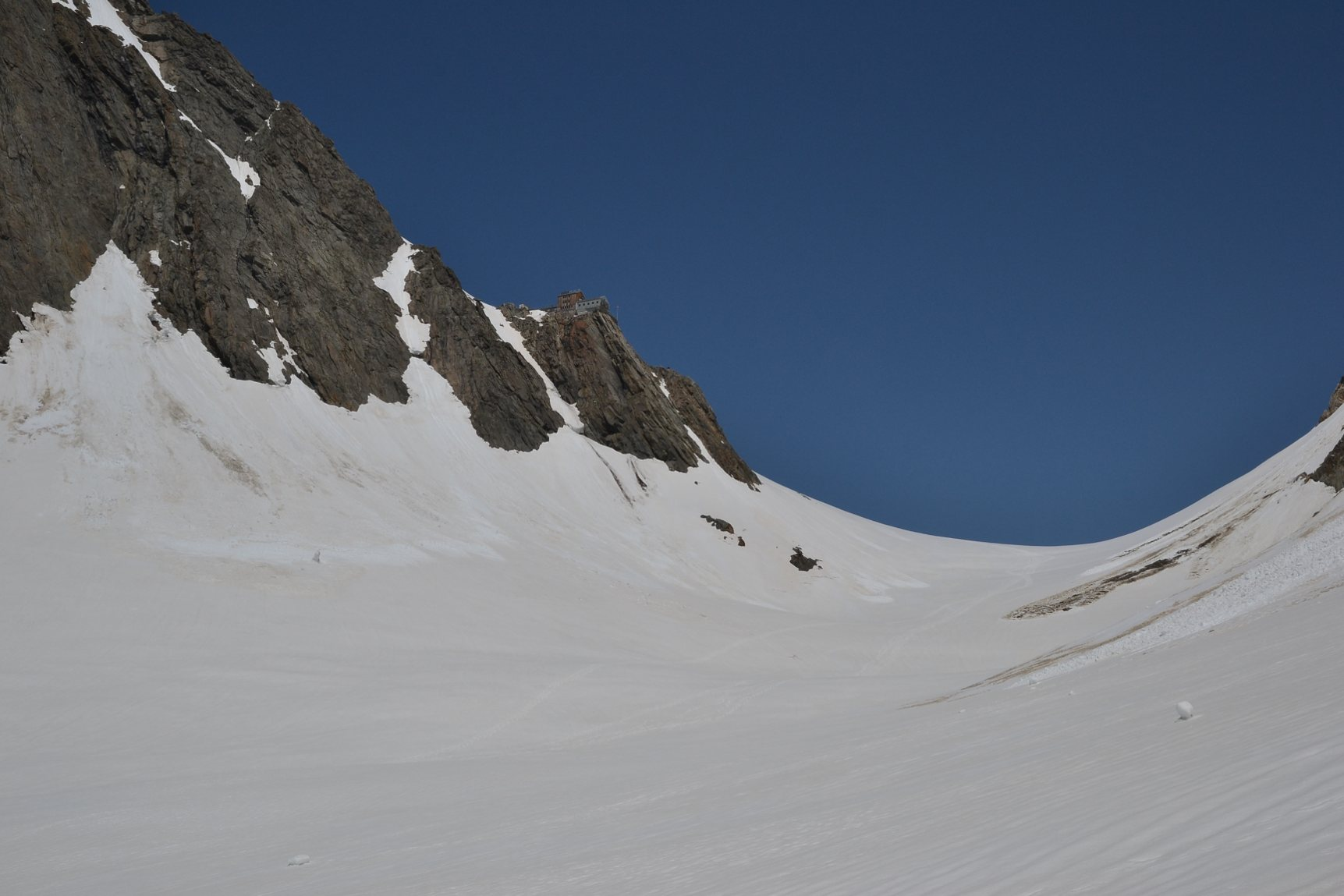
Blick aus dem Lötschental zur Lötschenlücke
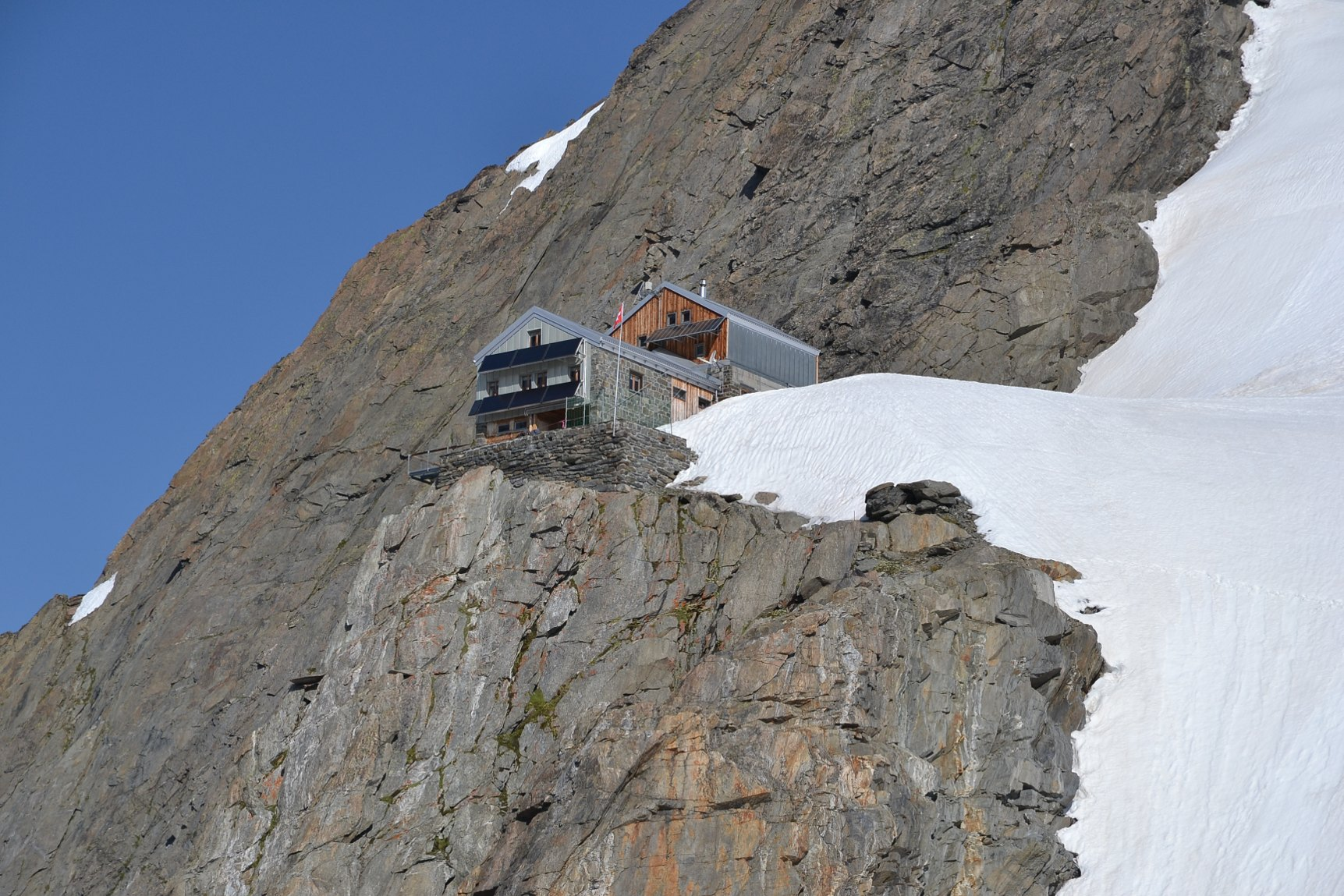
Von Osten aus der Lötschenlücke
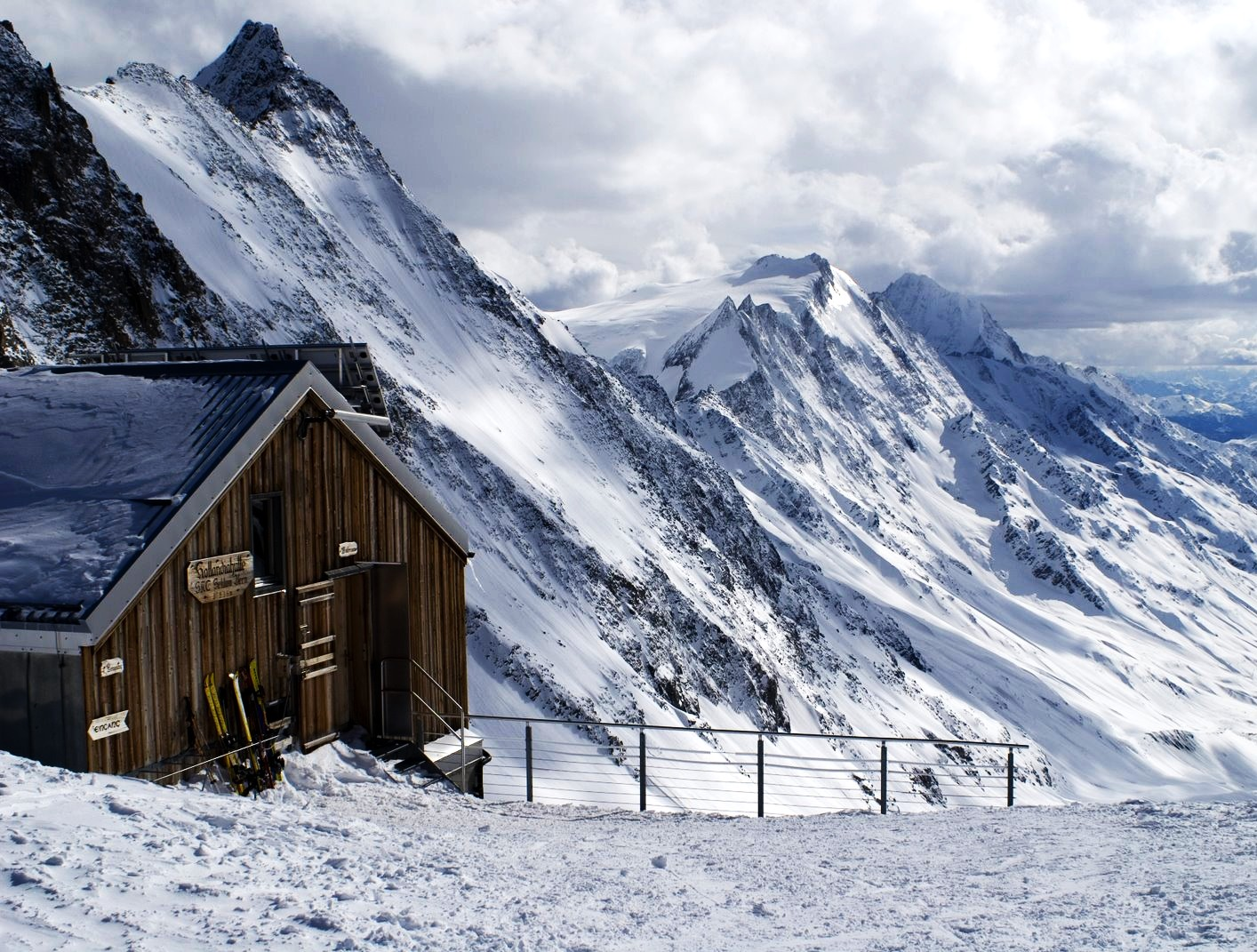
Von Norden

## Karte
- Landeskarte der Schweiz 1:25'000, Blatt 1249 Finsteraarhorn